# Uli der Fehlerteufel
Uli der Fehlerteufel ist eine von der Pädagogin Ilse Herrndobler geschaffene Figur, die vom Graphiker Franz Josef („Pepperl“ oder „Beppo“) Ott (* 9. Januar 1929 in Moosburg, † 1992 in München) gezeichnet wurde. Die Figur mit dem vollständigen Namen Ulimantulus Irrichmich trieb in den 1970er und 1980er Jahren ihr „Unwesen“ in Rechtschreibfibeln westdeutscher und Südtiroler Grundschüler.
In diesen Fibeln und Arbeitsheften verdrehte er Buchstaben, stahl Großbuchstaben, Satzzeichen oder sogar ganze Wörter; Aufgabe der Kinder war es, diese Fehler zu berichtigen. „Uli“ lebte in Lesebüchern und Sachkundeheften der Grund- und Sonderschulen. In Auslandsschulen von mehr als 50 Staaten wurde er zu einer gezielten Grundlage für die Beherrschung der deutschen Sprache im Unterricht eingesetzt. Er trat auch in Hörspielen auf.
Die Schöpferin des Uli trat zusammen mit dem List-Verlag in München an Ellis Kaut heran, im Stil ihrer Pumuckl-Geschichten das Erzählbuch Uli der  Fehlerteufel zu schreiben.